# Le Vent de la violence
Pour plus de détails, voir Fiche technique et Distribution.
Le Vent de la violence (titre original : The Wilby Conspiracy) est un film britannique réalisé par Ralph Nelson, sorti en 1975.

## Synopsis
Le film commence en Afrique du Sud pendant l'apartheid. Shack Twala, un révolutionnaire noir qui a été emprisonné à Robben Island, est libéré grâce à son avocate afrikaner, Rina van Niekerk. Rina, qui a pris ses distances envers son mari Blane, a une relation avec Jim Keogh, un ingénieur britannique qui a assisté au procès. Tous trois, heureusement surpris par le verdict, se rendent chez Rina pour fêter la libération de Shack. Mais en chemin, ils sont arrêtés par une patrouille de la police sud-africaine qui effectue des contrôles d'identité au hasard et arrête toutes les personnes qui n'ont pas leurs papiers. Or Shack vient tout juste d'être libéré et ne recouvrera ses papiers que le lendemain. Le ton monte entre le connétable de la police et Shack, qui finit par être arrêté et menotté. Lorsque Rina essaie d'intervenir, le connétable la frappe et l'étend au sol. Jim assomme alors le connétable, et les trois amis sont contraints de fuir.
Au quartier général de la police, un brigadier est âprement critiqué par le Major Horn du South African Bureau of State Security (B.O.S.S.) pour avoir arrêté Shack et pour avoir continué de mener de tels contrôles d'identité qui ont indigné l'opinion internationale. 
Les trois amis sont suivis et guidés par le B.O.S.S. dans leur fuite. Ils sont orientés vers deux dentistes indiens qui sont leurs indicateurs pour quitter le pays et passer au Botswana. Entrent aussi en jeu une poignée de diamants bruts destinés à financer le Congrès national africain, ainsi que le chef de ce parti, Wilby Xaba.

## Fiche technique
- Titre français : Le Vent de la violence
- Titre original : The Wilby Conspiracy
- Réalisation : Ralph Nelson
- Scénario : Rod Amateau & Harold Nebenzal, d'après le roman de Peter Driscoll
- Musique : Stanley Myers
- Photographie : John Coquillon
- Montage : Ernest Walter
- Production : Martin Baum & Paul M. Heller
- Société de production : Baum/Dantine Productions
- Société de distribution : United Artists
- Pays :  Royaume-Uni
- Langue : Anglais
- Format : Couleur - Mono - 35 mm - 1.66:1
- Genre : Aventures, Action
- Durée : 105 min
- Affiche : Bill Gold (États-Unis)

## Distribution
- Michael Caine (VF : Michel Le Royer) : Jim Keogh
- Sidney Poitier : Shack Twala
- Nicol Williamson : Le major Horn
- Prunella Gee : Rina van Niekerk
- Saeed Jaffrey : Dr. Anil Mukarjee
- Persis Khambatta : Dr. Persis Ray
- Rijk de Gooyer : Van Heerden
- Rutger Hauer : Blane van Niekerk
- Patrick Allen : le brigadier
- Joe De Graft : Wilby Xaba
- Archie Duncan : Gordon
- Helmut Dantine : l'avocat de l'accusation